# L'Assassin sans visage

L'Assassin sans visage (titre original : Follow me Quietly) est un film américain de Richard Fleischer sorti en 1949. Film des débuts de la carrière de Fleischer, il annonce l'œuvre ultérieure du cinéaste. Son assimilation au courant du film noir est, par ailleurs, sujette à caution. Le réalisateur de La Fille sur la balançoire et de L'Étrangleur de Boston, « plus qu'à l'atmosphère de l'époque, à la violence et à l'action extérieure, s'intéresse ici presque exclusivement à la psychopathologie du tueur, domaine qui va hanter une grande partie de sa filmographie. »

## Synopsis
Une journaliste, en compagnie d'un lieutenant de police, suit la trace d'un étrangleur en série. Le meurtrier assassine les jours de pluie et laisse auprès des victimes une lettre signée "Le Juge" et dans laquelle il prétend être investi d'une mission destinée à combattre les forces du Mal. Le policier, sur la base de nombreux indices, établit un mannequin ressemblant au tueur, étrange mannequin qui dans une brève séquence s'anime. Le Policier finit, grâce aux témoignages d'une barmaid et d'un libraire, par capturer le coupable dans une usine à gaz. Celui-ci a les traits anodins d'un vieillard triste. La découverte d'une fuite d'eau à l'intérieur de l'usine provoque la colère du meurtrier et son combat sans merci contre le policier.

## Fiche technique
- Titre du film : L'Assassin sans visage
- Titre original : Follow me Quietly
- Scénario : Lillie Hayward, d'après une histoire de Francis Rosenwald et Anthony Mann
- Photographie : Robert de Grasse - Noir et blanc
- Musique : Leonid Raab
- Production : RKO (Herman Schlom)
- Durée : 60 minutes
- Pays d'origine :  États-Unis
- Sortie : 14 juillet 1949
- Genre : Film noir/Film policier

## Distribution
- William Lundigan : Lieutenant de police Harry Grant
- Dorothy Patrick : Ann Gorman
- Jeff Corey : Collins
- Nestor Paiva : Benny
- Charles D. Brown : Mulvaney
- Edwin Max : le juge
- Robert Emmett Keane : le coroner
- Paul Guilfoyle : Overbeck